# Crevedia (Dâmbovița)
Crevedia é uma comuna romena localizada no distrito de Dâmboviţa, na região de Muntênia. A comuna possui uma área de 52.78 km² e sua população era de 6384 habitantes segundo o censo de 2007.